# Присутственное место

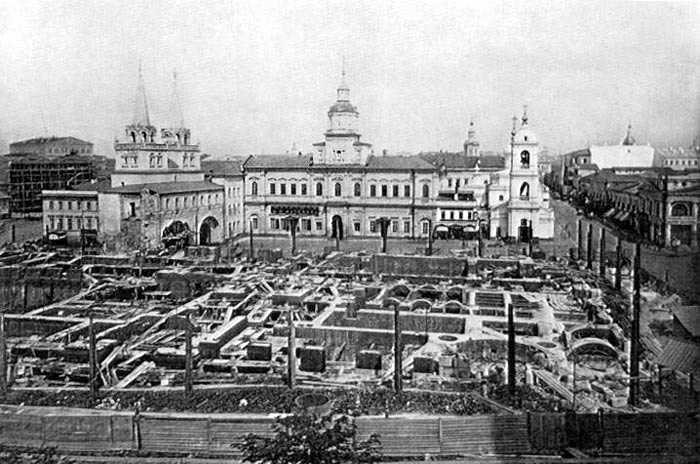
Губернские присутственные места в середине XIX века (слева — Воскресенские ворота, справа — Казанский собор)

Присутственное место — государственное учреждение в Российской империи, а также помещение, им занимаемое (приёмная, канцелярия).
Словосочетание также начинает входить в современный канцелярский язык для обозначения помещений, которые органы государственной власти и местного самоуправления используют для работы с гражданами России.

## В Российской империи

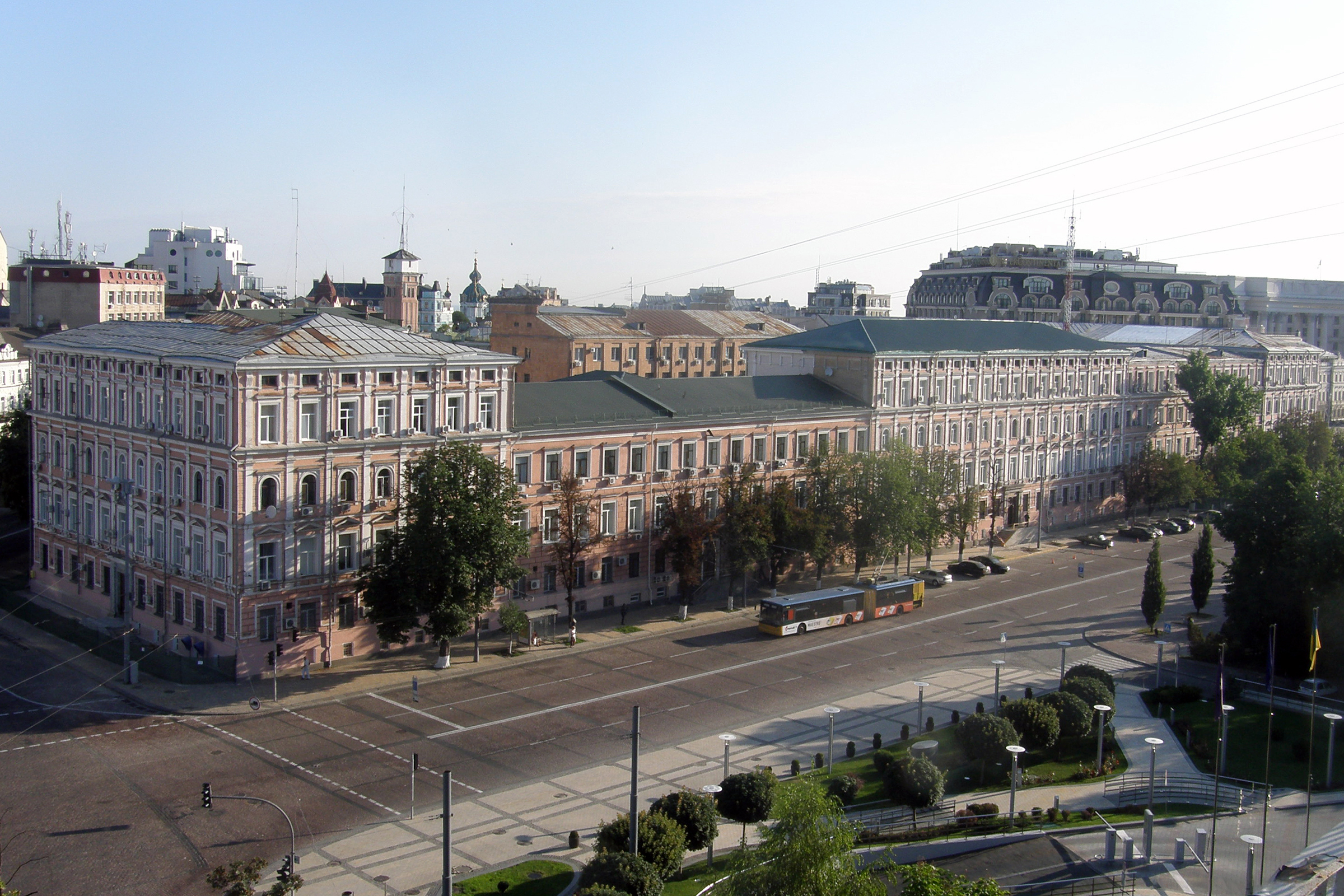
Присутственные места в Киеве.

В Российской империи термин «присутственное место» (также «присутствие») обозначал орган государственного управления (обычно коллегиальный) и часто использовался в законодательстве для обозначения неспецифического государственного органа или его помещения:
Кто осмелится побоями или же другим каким-либо явно насильственным действием оскорбить чиновника хотя не в присутственном месте, но однако же при исполнении им обязанностей службы или же вследствие сего исполнения его обязанностей, тот подвергается за сие заключению в тюрьму на время от восьми месяцев до двух лет
В губернских, уездных городах империи были построены, зачастую по типовым проектам, административные здания — «здания присутственных мест»: например, в Москве, Калуге и Харькове. В Пензе существует улица, носившая название «Линия присутственных мест», на которой до настоящего времени нет ни одного жилого дома.

### Присутственная комната
В присутственном месте оборудуется специальная комната Присутственная, в которой собирается присутствие. По закону данная комната должна быть убрана коврами, и иметь стулья, а посреди комнаты покрытый сукном стол для заседания членов Присутственной комнаты, на столе зерцало, на правой стороне комнаты стол для секретаря, на левой стороне для протоколиста (где он есть по штату). Никто из посторонних не мог войти в присутственную комнату (присутствие) без особого доклада.

## В современный период
В современный период термин «присутственное место» получил распространение в постсоветское время и обозначает приёмную, место для ожидания и информирования граждан в органах власти и местного самоуправления. Например, в «Положении о работе в представительстве Федеральной миграционной службы за рубежом с соотечественниками, желающими добровольно переселиться в Российскую Федерацию в рамках и на условиях Государственной программы по оказанию содействия добровольному переселению в Российскую Федерацию соотечественников, проживающих за рубежом» (утверждено приказом ФМС России от 19 сентября 2008 года № 237) сказано «Присутственные места должны соответствовать условиям, комфортным для посетителей и оптимальным для работы сотрудников».